# Сардинське королівство
Сардинське королівство  (лат. Regnum Sardiniae; лат. Regne de Sardenya; ісп. Reino de Cerdeña; сард. Rennu de Sardigna; італ. Regno di Sardegna; корс. Regnu di Sardegna, п'єм. Regn ëd Sardëgna) — державне утворення, що існувало під владою різних династій в Італії з початку XIV-го до середини XIX століття.
Королівство було засноване в 1297 році папою Боніфацєм VIII, який надав його як феод під назвою «Королівство Сардинії та Корсики» (лат. Regnum Sardiniae et Corsicae) у володіння Арагонської корони. Територія утвореного папою королівства спочатку складалося з островів Сардинія та Корсика, які де-факто управлялись місцевиви правителями, що не підпорядковувались папській владі і які королям Арагону ще треба було завоювати. Починаючи з 1324 року король Арагону Хайме II і його наступники завоювали острів Сардинія і перетворили свою владу де-юре на де-факто. У 1420 році, після Сардинсько-Арагонської війни, арагонці викупили останні права на острів у місцевих юдикатів. Після об'єднання корон Арагону і Кастилії, Сардинське королівство стало частиною Іспанської імперії.
Іспанське панування на Сардинії припинилося на початку XVIII століття в результаті Війни за іспанську спадщину. Під час Війни четверного альянсу герцог Савойський Віктор Амадей II мусив погодитися віддати Сицилійське королівство австрійським Габсбургам в обмін на Сардинію. Обмін був офіційно ратифікований у Гаазькому договорі від 17 лютого 1720 року. Оскільки Сардинське королівство існувало з XIV століття, обмін дозволив Віктору Амадею зберегти титул короля, незважаючи на втрату Сицилії. До новоутвореного Сардинського королівства під владою Савойського дому з раніше самостійних держав Італії входили, окрім острова Сардинія, Савойське герцогство, князівство П'ємонт, герцогства Аоста і Монферрат, графство Ніцца і Генуя. Загальна площа об'єднаного Сардинського королівства становила 76 000 км², населення — 5 167 000 жителів (1857). Столиця — Турин.

## Рання історія
У 238 році до н. е., в результаті Першої Пунічної війни острови Сардинія та Корсика перейшли з під влади Карфагена до Римської республіки і стали єдиною провінцією «Корсика й Сардинія». Римляни правили островами до середини V століття нашої ери, коли їх окупували вандали, які утворили власну державу в Північній Африці. У 534 році Сардинія була відвойована у вандалів Східною Римською (Візантійською) імперією.
Починаючи з 705—706 років, маври з Північної Африки та Піренейського півострова (нещодавно завойованих арабськими військами) здійснювали напади на прибережні міста Сардинії. Тим не менш, острів залишався візантійською провінцією до мусульманського завоювання Сицилії в IX столітті. Після цього сполучення Сицилії зі столицею Візантії Константинополем дуже ускладнилося, і місцеві родини перебрали на себе управління островом і захист його території.
Зіткнувшись зі регулярними арабськими грабіжницькими рейдами та загрозою завоювання ними острова, як це вже відбулось із сусідніми Сицилією та Балеарськими сотровами і не маючи майже ніякої зовнішньої допомоги від візантійської метрополії, Сардинія використала принцип translatio imperii («передачі правління») і продовжувала організовуватися за давньоримською та візантійською моделлю самостійно. Острів не був особистою власністю правителя та його родини, як це було тоді звичайною практикою в Західній Європі, а скоріше окремим утворенням, монархічною республікою як це було під час візантійського панування.
Відомостей про політичну ситуацію на Сардинії в наступні століття мало. Через напади маврів у IX столітті порт Таррос, після більш ніж 1800 років власної історії був покинутий населенням, яке перебралось в Ористано. Така ж доля спіткала Караліс, Торрес та численні інші прибережні поселення. Збереглись повідомлення про потужні морські напади у 1015—1016 роках маврів з Балеарських островів на чолі з Муджахідом аль-Амірі (латинізоване ім'я Мусето). Спроби маврів вторгнутися на острів були відбиті юдикатами за підтримки флотів Пізи та Генуї, молодих морських республік з сусіднього Аппенінського півострова. Папа Бенедикт VIII також звертався до обох морських республік з проханням про допомогу в боротьбі з арабами.
Архонтів (дав.-гр. ἄρχοντες) або латиною юдиків (judices), які правили на острові з IX або X століття до початку XI століття, можна вважати справжніми правителями всієї Сардинії — Господи, допоможи слузі Твоєму Туркотурію, володарю Сардинії, і слузі Твоєму Гетіту), навіть якщо номінально вони залишались васалами візантійських імператорів. З цих суверенів відомі лише два імені: Туркотурій  (Tουρκοτουρίου βασιλικοῦ πρωτοσπαθαρίου та Салусій (καὶ Σαλουσίου των εὐγενεστάτων ἀρχόντων), які, ймовірно, правили у X столітті. Архонти все ще писали грецькою чи латинською мовами, але один із найстаріших документів, що залишився від юдикату Кальярі (так звана Carta Volgare), виданий Торхіторіо I де Лакон-Гунале в 1070 році, був уже написаний романською сардинською мовою, хоч і грецьким алфавітом.
Сардинія була поділена на чотири володіння або королівства — юдикати Кальярі, Арборея, Галлура та Логудоро, що перебували під сильним впливом Пізанської та Генуезької морських республік, які через союзи з юдиками забезпечували свої політичні та економічні зони впливу на острові. У той час як інтереси Генуї були зосереджені переважно в північних і західних регіонах Сардинії, тобто в юдикатах Галлура і Логудоро, інтереси Пізи були в основному на півдні та сході, у юдикатах Кальярі та Арборея. Це стало причиною конфліктів, що призвели до тривалої війни між юдиками, які вважали себе королями, які воюють проти бунтівної знаті.
Сардинська церква ніколи не була під контролем Вселенського Патріархату Константинополя ; це була автономна провінція, що належала до Латинської Церкви і була лояльною до Риму, але протягом візантійського періоду зазнала значного впливу візантійської літургії та культури.
В XII та XIII століттях імператорами Священної Римської імперії двічі надавали різним особам титул короля усієї Сардинії, спочатку юдику Арбореї Баризону II, а згодом Енцо Сардинському. Перший не зміг об'єднати острів під своєю владою, незважаючи на багаторічну війну проти інших сардинських юдиків, і він нарешті уклав з ними мирний договір у 1172 році. У Енцо не було такої можливості. Отримавши титул у 1239 році від свого батька, імператора Фрідріха II, незабаром він був відкликаний батьком і призначений імператорським вікарієм в Італії. Енцо помер у 1272 році, після 23 років полону у в'язниці в Болоньї, не маючи прямих визнаних спадкоємців.

## Сардинське королівство під владою іспанських династій

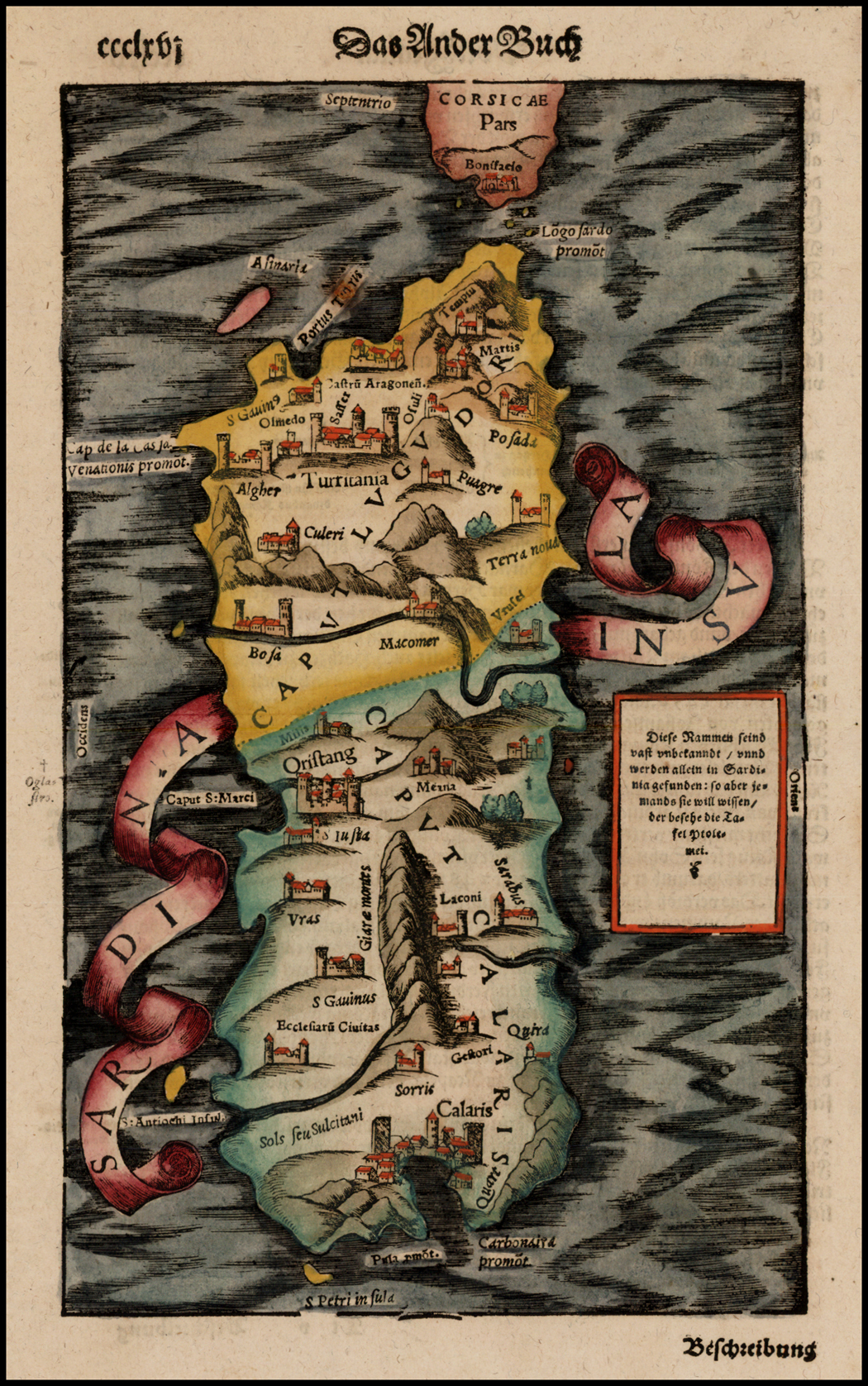
Сардинське королівство на карті XVI ст

Ідея утворення єдиного королівства для Сардинії та Корсики була знову висунута в 1297 році папою Боніфацієм VIII. Це мало бути політичне утворення Regnum Sardiniae et Corsicae («Королівство Сардинське та Корсиканське», з 1460 року — лише «Королівство Сардинське»), засноване для Хайме II Арагонського згідно з секретним пунктом в Договорі Ананьї. Надання прав на поки ще не завойовані Сардинію та Корсику мало заохотити Хайме приєднатися до спроб папи повернути острів Сицилія, який тоді перебував під владою брата Хайме Фредеріка III, до складу Анжуйського Сицилійського королівства. Обидва острови, що мали увійти до складу нового королівства, як Сардинія, так і Корсика, на той час були зайняті іншими державами та володіннями. У Сардинії три з чотирьох юдикатів, які прийшли на зміну візантійському імперському правлінню в IX столітті, за 40 років до договору в Ананьї пройшли через об'єднання і розділ під прямим чи опосередкованим контролем Пізи та Генуї. Генуезька республіка також правила Корсикою з моменту завоювання острова майже два століття тому (бл . 1133 р.).

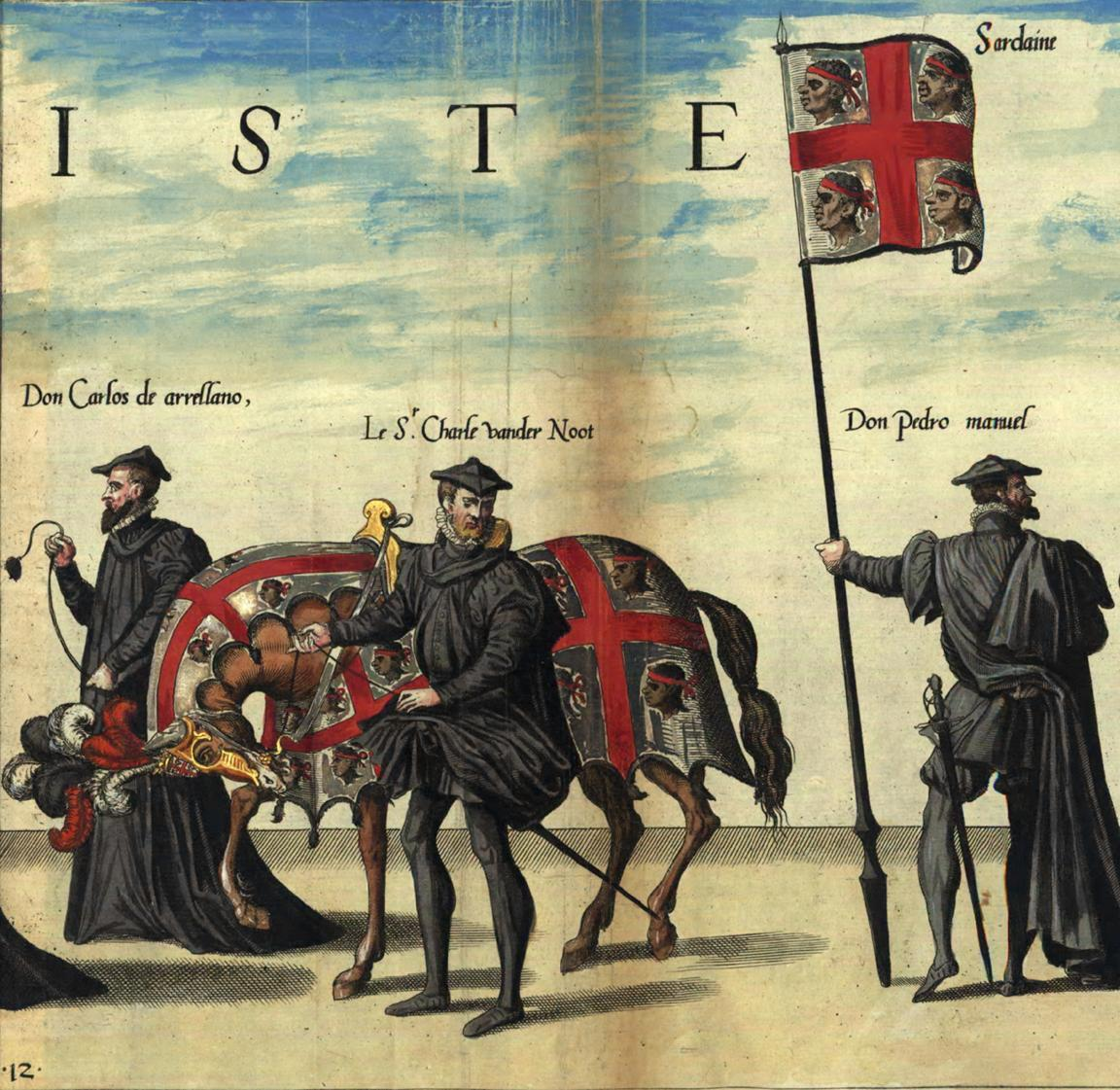
Прапор Сардинського королівства на церемонії похорону Карла V

Крім залучення Хайме II до вирішення сицилійського конфлікту на користь французької анжуйської династії, у папи Боніфація VIII були й інші причини для заснування Королівства Сардинії та Корсики під владою Арагону. Це мало завдати удару проімперській та гібелінській Пізанській республіці та самій Священної Римської імперії і призвести до зближення острова з Римом.
Хайме II почав завойовувати острів лише в 1324 році, отримав повний контроль у 1410 році та безпосередньо правив до 1460 р. Того року вона була включена в щось на кшталт конфедерації штатів, кожен зі своїм власним інституції, що називалися Короною Арагону, і об'єднувалися лише особою короля. Корона Арагону була створена радою представників різних держав і набула значення для головної мети відокремлення спадщини Фердинанда II Арагонського від спадщини Ізабелли I Кастильської, коли вони одружилися в 1469 році.
У 1323 році Хайме II уклав союз з Угоне II Арборейським і після військової кампанії, яка тривала приблизно рік, зайняв пізанські території Кальярі та Галлура разом із містом Сассарі, претендуючи на цю територію як Королівство Сардинії та Корсики.
У 1353 році Арборея вела війну з Арагоном. Корона Арагону не скасовувала останніх юдікатів (корінних королівств Сардинії) до 1420 року. Королівство Сардинія і Корсика зберегли свій окремий характер як частина Корони Арагону, а не просто були включені до Королівства Арагон. Під час боротьби з Арбореєю Петро IV Арагонський надав автономне законодавство королівству та його правовим традиціям. Королівством від імені короля керував віце-король.
У 1420 році Альфонсо V Арагонський, король Сицилії та спадкоємець Арагону, купив решту територій за 100 000 золотих флоринів юдикату Арбореї в 1420 році в останнього судді, Вільгельма III Нарбоннського, і «Сардинське королівство» розширилося. по всьому острову, за винятком міста Кастельсардо (на той час називалося Кастельдорія або Кастельгеновезе), яке було викрадено з Дорії в 1448 році та перейменовано на Кастільо Арагонес (Арагонський замок).
Корсика, яка ніколи так і не була завойована, була виключена з офіційної назви, а Сардинія разом із Короною Арагону перейшла до об'єднаної Іспанії. Розгром місцевих королівств, комун і синьорій, стійке арагонське (пізніше іспанське) правління, запровадження класичної форми феодалізму, а також відкриття Америки спровокували нестримний занепад Сардинського королівства. Короткий період повстань відбувся під керівництвом місцевого дворянина Леонардо Алагона, маркіза Орістано, який захищав свої території від віце-короля Ніколо Карроса та зумів перемогти армію віце-короля в 1470-х роках, але пізніше був розгромлений у битві при Макомері в 1478 році, що поклало край будь-якій подальші повстання на острові. Безперервні напади берберських піратів і низка епідемій чуми (у 1582, 1652 і 1655 роках) ще більше погіршили ситуацію.

## Сардинське королівство під владою італійської Савойської династії

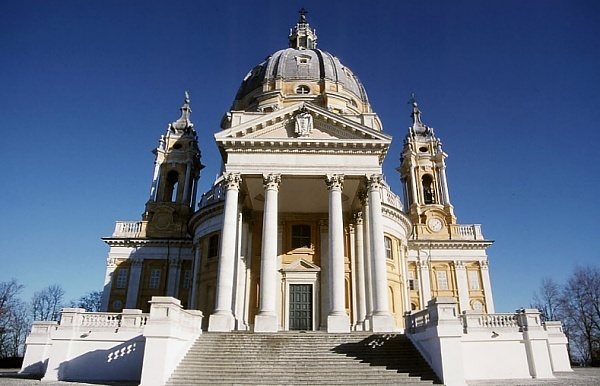
Суперга — усипальниця сардинських королів

Королівство залишалося залежним від Іспанії до війни за іспанську спадщину, що закінчилася в 1714, коли держава перейшло у володіння віденських Габсбургів, які в 1718 обміняли його на Сицилію з герцогом Савойським. Гаазький мир 1720 підтвердив поразку Іспанії. Герцоги Савойські носили титул «Король Сардинії» з 8 серпня 1720 до проголошення Королівства Італії 17 березня 1868 року.

### Французька революція 1789 року
27 листопада 1792 року Савойське герцогство було включено до складу Французької Республіки та утворено як «84-й департамент під назвою департамент Монблан».
31 січня 1793 року настала черга включення до складу Республіки «ci-devant comté de Nice». 4 лютого 1793 він був утворений як «85-й департамент під назвою Альпи-Марітіми». 14 лютого 1793 року «князівство Монако» було включено до складу департаменту Альп-Марітім.
У січні та лютому 1793 року відбулося вторгнення революційної Франції на острів Сардинія, яке призвело до поразки при Кальярі та двох поразок французів, одна за Ла-Маддалена, а інша у Куарту-Сант'Елена. Після цих перемог сардинські дворяни звернулися до короля з кількома проханнями. Але після його відмови 28 квітня 1794 спалахнуло повстання, яке спочатку призвело до вигнання савойських чиновників з Кальярі. Після повернення віце-короля володарі півночі острова, особливо Сассарі, скористалися нагодою і вимагали автономії півдня. Поки дворяни Кальярі розпалювали народне повстання на півночі і під загрозою його переростання, Савойї вирішили відправити до Сассарі Джованні Марію Анджоя, офіцера, який уже перемагав французів, з титулом «Альтернос», тобто представника віце-короля. Анджой марно намагався примирити різні фракції, але, знаючи про відсутність підтримки з боку Кальярі та уряду, спробував переконати французів анексувати острів.
Віктор-Амедей III був розбитий Наполеоном Бонапартом у 1796 році. Прибуття французьких військ у П'ємонт спричинило повстання п'ємонтських республіканців. Після перемир'я в Кераско (26 квітня 1796) Віктор-Амедей III втратив свої володіння в П'ємонті і незабаром після цього помер. Його наступником став син Карл-Еммануїл IV Сардінський, чоловік Клотильди Французької, сестри покійного Людовіка XVI.
На Сардинії Джованні Марія Анджой, втративши будь-яку надію на зовнішню підтримку Франції після перемир'я в Чераско, спробував спровокувати антифеодальне повстання і заснувати Сардинську республіку, але був покинутий більшістю своїх прихильників під Орістано, оскільки король прийняв вимоги, висунуті в 1794 році. Анжуй, залишившись без прихильників, утік у Париж.

### Трон Кальярі та французи в Турині
10 грудня 1798 року у Турині було заснована П'ємонтська республіка, визнана французами, які окупували місто. Савойський дім з усім двором сховалася в Кальярі на Сардинії, який перебував столицею королівства до остаточної реституції території королівства на материку. 20 червня 1799 австро-російські війська знову захопили Турин і відновили на троні Карла Еммануїла IV, але через рік французи знову зайняли Турин і створили Субальпійську республіку.
Ця республіка випускала монети за десятковою системою, прийнятою для французького франка — початку Латинського союзу (валютного союзу). Зокрема, на честь битви під Маренго була випущена золота монета номіналом 20 франків.
11 вересня 1802 (24 Фрібурга, рік X) Сенат Франції прийняв «органічний сенатус-консульт, що з'єднує департаменти По, Дора, Маренго, Сезія, Стура і Танаро з територією Французької Республіки». Таким чином, П'ємонт був приєднаний до Франції, скасувавши Субальпійську республіку.

### Реставрація
За Паризьким договором від 30 травня 1814 року Савойський дім було відновлено у своїх правах. 4 січня 1815 року в результаті Віденського конгресу Генуя та Лігурія були приєднані до королівства, щоб створити буферну державу, здатну протистояти Франції.
Карл Еммануїл IV зрікся престолу після смерті дружини і пішов у монастир. Його брат і наступник, Віктор Еммануїл І проводив консервативну політику. Він був змушений зректися престолу після ліберальних революційних рухів 1821 року, що поклали початок Рісорджименто, на користь свого брата Карла Фелікса. Останній був не менш консервативним, ніж його попередники; він помер без потомства 1831 року. Корона перейшла до Савойсько-Каріньянської гілки в особі ліберала Карла Альберта, який прийняв конституцію (Статут Альберта) після повстання 1848 року.
У тому ж році Карл Альберт вступив у збройний конфлікт із Австрією. Після деяких перших успіхів війна виявилася несприятливою для Савойського дому і 23 березня 1849 року Карл Альберт був змушений зректися престолу на користь свого сина Віктора Еммануїла II, який за допомогою свого прем'єр-міністра Камілло Кавура продовжив процес об'єднання Італії у своїх інтересах.
Населення королівства в 1838 становило 4 650 368 чоловік, з яких лише 524 633 проживали на острові Сардинія.

### Перетворення у Італійське королівство
За підтримки Франції Наполеона III Савойсько-Сардинське королівство розпочало нову війну проти Австрії, яка привела у 1860 році до об'єднання Італійського королівства шляхом приєднання Мілана, Модени, Парми, Тоскани, Неаполя та Сицилії, Умбрії та Марки; тільки Венеції та Риму все ще не вистачало для повного об'єднання країни. Приєднання Неаполя та Сицилії було значною мірою справою рук «Експедиції тисячі», організованої Джузеппе Гарібальді, який, поряд з Камілло Кавуром, був одним із великих прихильників єдності Італії.
Відмовившись від Туріна, який тепер був осторонь головних територій королівства, Віктор Еммануїл II перевів свій двір та уряд у Флоренції (1865 року), а 17 березня 1861 року Сардинське королівство остаточно змінило свою назву на Італійське королівство. Тільки Лаціо з Римом під суверенітетом Папи та захистом французьких військ та Венето (під владою Австрії) не приєдналися до королівства.
У 1866 році, після поразки в австро-прусській війні, Австрія передала Венето Франції за Віденським договором, яка відразу ж поступилася її Італії після плебісциту серед населення.
Падіння Другої французької імперії в 1870 призвело до відходу французьких військ і завоювання Папської держави Італією після захоплення Риму, який потім став столицею Італійського королівства.